# Bay Networks
Bay Networks fue una compañía fabricante de productos de telecomunicaciones formada por la fusión de SynOptics de Santa Clara, California y Wellfleet Communications de Billerica, Massachusetts.

## Historia
Bay Networks fue una empresa de tecnología de redes y comunicaciones que se fundó en 1994 en Santa Clara, California. La empresa surgió como una filial de la compañía Northern Telecom (ahora Nortel Networks), tras la adquisición de la empresa SynOptics Communications Corporation.
La compañía se centró en el desarrollo de soluciones de redes para empresas, incluyendo switches, routers, hubs y otros dispositivos de conectividad. En su momento, Bay Networks se convirtió en uno de los principales fabricantes de equipos de red a nivel mundial, compitiendo con gigantes como Cisco Systems y 3Com.
Bay Networks tuvo una estrategia de crecimiento agresiva, adquiriendo a varias empresas en el mercado de redes y comunicaciones. En 1995, adquirió la empresa Wellfleet Communications, lo que le permitió ampliar su cartera de productos y expandirse en nuevos mercados. En 1998, Bay Networks también adquirió la empresa Rapid City Communications, lo que le permitió expandir su presencia en el mercado de redes metropolitanas.
Sin embargo, en el año 1998, la empresa fue adquirida por Nortel Networks, en una operación valorada en 9.1 billones de dólares, lo que permitió a Nortel Networks ampliar su presencia en el mercado de redes de datos. A raíz de la adquisición, la marca Bay Networks desapareció y los productos se integraron en la cartera de soluciones de Nortel Networks.
La adquisición de Bay Networks por Nortel Networks fue vista como una estrategia para competir con Cisco Systems en el mercado de redes y comunicaciones. Sin embargo, Nortel Networks también experimentó dificultades financieras en la década de 2000, lo que llevó a la empresa a declararse en bancarrota en 2009 y a la venta de sus activos.